# Тугарсалган
Тугарсалган (баш. Туғар Салған) — озеро у подножия шихана Тратау. На озере есть полуостров, где ранее находились растения-эндемики, уничтоженные человеческой деятельностью.
Рядом находится деревня Шихан.
Входит в памятник природы «Озеро Тугар-салган и его окрестности» с 1965 года, внесён в список особо охраняемых природных территорий Республики Башкортостан. Площадь заповедных мест 22 га.
Тугарсалган — одно из глубочайших в Башкортостане карстовых озёр. Его длина 395 м, ширина 260 м, наибольшая глубина 27 м. Озеро подпитывается родниками.